# سنگ‌نوشته ایلامی و بابلی پلکان کاخ آپادانای تخت جمشید
سنگ‌نوشته ایلامی و بابلی پلکان کاخ آپادانای تخت جمشیددر یک سری و در جبهه شمالی پلکان شرقی کاخ آپادانا قرار گرفته‌است. مفاد این کتیبه که به خط میخی ایلامی و بابلی است، در سنگ‌نوشته پارسی باستان پلکان کاخ آپادانای تخت جمشید نیز (که در جبهه غربی پلکان شمالی و جبهه جنوبی پلکان شرقی کاخ آپادانا قرار گرفته‌است) تکرار شده‌است.